# 田村町
田村町（たむらまち）は福島県中通り東部の田村郡に属していた町。現在の郡山市田村町地区。
このページでは、合併前の田村町と合併後の郡山市田村町地区の両方を併載する。

## 概要
東北地方最大級の前方後方墳である大安場古墳が発見されるなど、古い時代から田村町付近を本拠地とする豪族がいたと思われる。
また、平安時代、坂上田村麻呂が蝦夷追討の際に守山城を築いたと伝えられる他、江戸時代には守山藩が置かれるなど、かつてはこの地域の中心地であった時代もあった。
戦前に海軍の軍用飛行場が置かれ、戦後、その跡地が郡山中央工業団地や日本大学工学部のキャンパスになり、それぞれ、郡山市内最大級の工業団地と市内最大の大学として郡山市地域の産業を支えている。ただし、工業団地は東北自動車道のインターから離れているため、市の西側にある西部工業団地に移転した企業も少なくない。ちなみに、株式上場企業である幸楽苑ホールディングスやアサカ理研などは、この工業団地に本社を置いている。
国道49号が通り、郡山市内へのアクセスが比較的便利なことから、桜ヶ丘団地や東山ヒルズをはじめとする住宅団地も点在する。

## 地理
- 河川：阿武隈川、谷田川
- 山：宇津峰山

## 歴史
- 1929年（昭和4年）5月10日 - 国鉄水郡線磐城守山駅、谷田川駅が開業する。
- 1953年（昭和28年）5月18日 - 国道115号（現在の国道49号）が制定。
- 1955年（昭和30年）
  - 1月1日 - 守山町・谷田川村、及び高瀬村の一部が合併し、田村町が発足。
  - 3月1日 - 二瀬村が田村町に編入合併する。
- 1965年（昭和40年）5月1日 - 田村町が郡山市、安積郡富久山町・日和田町・熱海町・安積町・喜久田村・逢瀬村・片平村・三穂田村・湖南村と新設合併を行なう。これにより地方自治体としての田村町が消滅。

### 隣接していた自治体
- 郡山市
- 須賀川市
- 安積郡安積町
- 田村郡中田村
- 石川郡平田村

### 行政区域変遷
- 変遷の年表

| 田村町町域の変遷（年表） | 田村町町域の変遷（年表） | 田村町町域の変遷（年表） |
| 年                       | 月日                     | 旧田村町町域に関連する行政区域変遷 |
| ------------------------ | ------------------------ | --- |
| 1889年（明治22年）       | 4月1日                   | 町村制施行に伴い、以下の村がそれぞれ発足。 - 守山村 ← 守山村・山中村・大供村・岩作村・大善寺村・御代田村・正直村・徳定村・金沢村・細田村 - 高瀬村 ← 大平村・下行合村・上行合村・金屋村・小川村・手代木村 - 二瀬村 ← 糠塚村・田母神村・川曲村・栃山神村・栃本村・下道渡村・上道渡村・谷田川村 |
| 1893年（明治26年）       | 2月3日                   | 二瀬村の一部（下道渡・上道渡・谷田川）が分立し谷田川村が発足。 |
| 1908年（明治41年）       | 1月1日                   | 守山村は町制施行し守山町になる。 |
| 1955年（昭和30年）       | 1月1日                   | 守山町・谷田川村と高瀬村の一部（上行合・金屋・小川・手代木と下行合の残部）が合併し田村町が発足。 |
| 1955年（昭和30年）       | 3月1日                   | 二瀬村は田村町に編入。 |
| 1965年（昭和40年）       | 5月1日                   | 田村町は郡山市と安積郡富久山町・日和田町・熱海町・安積町・三穂田村・喜久田村・ 逢瀬村・片平村・三穂田村・湖南村とともに合併し郡山市が発足。田村町は消滅。 |

- 変遷表

| 田村町町域の変遷表 | 田村町町域の変遷表 | 田村町町域の変遷表 | 田村町町域の変遷表          | 田村町町域の変遷表          | 田村町町域の変遷表    | 田村町町域の変遷表 | 田村町町域の変遷表 |
| 1868年 以前        | 1868年 以前        | 明治22年 4月1日    | 明治22年 - 昭和19年         | 昭和20年 - 昭和64年         | 昭和20年 - 昭和64年   | 平成元年 - 現在    | 現在               |
| ------------------ | ------------------ | ------------------ | --------------------------- | --------------------------- | --------------------- | ------------------ | ------------------ |
|                    | 守山村             | 守山村             | 明治41年1月1日 町制         | 昭和30年1月1日 田村町       | 昭和40年5月1日 郡山市 | 郡山市             | 郡山市             |
|                    | 山中村             | 守山村             | 明治41年1月1日 町制         | 昭和30年1月1日 田村町       | 昭和40年5月1日 郡山市 | 郡山市             | 郡山市             |
|                    | 大供村             | 守山村             | 明治41年1月1日 町制         | 昭和30年1月1日 田村町       | 昭和40年5月1日 郡山市 | 郡山市             | 郡山市             |
|                    | 岩作村             | 守山村             | 明治41年1月1日 町制         | 昭和30年1月1日 田村町       | 昭和40年5月1日 郡山市 | 郡山市             | 郡山市             |
|                    | 大善寺村           | 守山村             | 明治41年1月1日 町制         | 昭和30年1月1日 田村町       | 昭和40年5月1日 郡山市 | 郡山市             | 郡山市             |
|                    | 御代田村           | 守山村             | 明治41年1月1日 町制         | 昭和30年1月1日 田村町       | 昭和40年5月1日 郡山市 | 郡山市             | 郡山市             |
|                    | 正直村             | 守山村             | 明治41年1月1日 町制         | 昭和30年1月1日 田村町       | 昭和40年5月1日 郡山市 | 郡山市             | 郡山市             |
|                    | 徳定村             | 守山村             | 明治41年1月1日 町制         | 昭和30年1月1日 田村町       | 昭和40年5月1日 郡山市 | 郡山市             | 郡山市             |
|                    | 金沢村             | 守山村             | 明治41年1月1日 町制         | 昭和30年1月1日 田村町       | 昭和40年5月1日 郡山市 | 郡山市             | 郡山市             |
|                    | 細田村             | 守山村             | 明治41年1月1日 町制         | 昭和30年1月1日 田村町       | 昭和40年5月1日 郡山市 | 郡山市             | 郡山市             |
|                    | 下行合村           | 高瀬村 の一部      | 高瀬村の一部                | 昭和30年1月1日 田村町       | 昭和40年5月1日 郡山市 | 郡山市             | 郡山市             |
|                    | 上行合村           | 高瀬村 の一部      | 高瀬村の一部                | 昭和30年1月1日 田村町       | 昭和40年5月1日 郡山市 | 郡山市             | 郡山市             |
|                    | 金屋村             | 高瀬村 の一部      | 高瀬村の一部                | 昭和30年1月1日 田村町       | 昭和40年5月1日 郡山市 | 郡山市             | 郡山市             |
|                    | 小川村             | 高瀬村 の一部      | 高瀬村の一部                | 昭和30年1月1日 田村町       | 昭和40年5月1日 郡山市 | 郡山市             | 郡山市             |
|                    | 手代木村           | 高瀬村 の一部      | 高瀬村の一部                | 昭和30年1月1日 田村町       | 昭和40年5月1日 郡山市 | 郡山市             | 郡山市             |
|                    | 下道渡村           | 二瀬村             | 明治26年2月3日 谷田川村分立 | 昭和30年1月1日 田村町       | 昭和40年5月1日 郡山市 | 郡山市             | 郡山市             |
|                    | 上道渡村           | 二瀬村             | 明治26年2月3日 谷田川村分立 | 昭和30年1月1日 田村町       | 昭和40年5月1日 郡山市 | 郡山市             | 郡山市             |
|                    | 谷田川村           | 二瀬村             | 明治26年2月3日 谷田川村分立 | 昭和30年1月1日 田村町       | 昭和40年5月1日 郡山市 | 郡山市             | 郡山市             |
|                    | 糠塚村             | 二瀬村             | 二瀬村                      | 明治26年2月3日 田村町に編入 | 昭和40年5月1日 郡山市 | 郡山市             | 郡山市             |
|                    | 田母神村           | 二瀬村             | 二瀬村                      | 明治26年2月3日 田村町に編入 | 昭和40年5月1日 郡山市 | 郡山市             | 郡山市             |
|                    | 川曲村             | 二瀬村             | 二瀬村                      | 明治26年2月3日 田村町に編入 | 昭和40年5月1日 郡山市 | 郡山市             | 郡山市             |
|                    | 栃山神村           | 二瀬村             | 二瀬村                      | 明治26年2月3日 田村町に編入 | 昭和40年5月1日 郡山市 | 郡山市             | 郡山市             |
|                    | 栃本村             | 二瀬村             | 二瀬村                      | 明治26年2月3日 田村町に編入 | 昭和40年5月1日 郡山市 | 郡山市             | 郡山市             |

## 人口・世帯

### 人口
総数 [単位： 人]
| 1955年（昭和30年） | 17,504 |

### 世帯
総数 [単位： 世帯]
| 1955年（昭和30年） | 2,703 |

## 行政

### 県管轄の機関
- 郡山警察署田村駐在所
- 郡山警察署二瀬駐在所

### 市管轄の機関
- 田村行政センター
- 郡山地方広域消防組合 郡山消防署田村分署
- ふるさとの森スポーツパーク
- 田村スポーツ広場
- 東山霊園

## 交通

### 鉄道
- 水郡線 - 磐城守山駅、谷田川駅

### 路線バス
一般路線
- 福島交通により運行されている。

### 道路
一般国道
- 国道49号

県道
- 福島県道13号小野田母神線
- 福島県道40号飯野三春石川線
- 福島県道54号須賀川三春線
- 福島県道65号小野郡山線
- 福島県道73号二本松金屋線
- 福島県道110号田村安積線
- 福島県道141号玉川田村線
- 福島県道144号谷田川三春線
- 福島県道181号谷田川停車場線
- 福島県道182号磐城守山停車場線
- 福島県道293号江持谷田川停車場線
- 福島県道297号斎藤下行合線
- 福島県道372号須賀川二本松自転車道線

主要な市道
- 金屋守山線（日大通り）
- 笹川大善寺線

## 産業

### 農業
- 田畑が広がる。

### 工業
- 郡山中央工業団地付近に幸楽苑やアサカ理研が本社を置く他、数多くの工場が立地

### 商業
- 日本大学工学部付近や国道49号沿いにスーパーマーケットやパチンコ店等が立地

## 教育
小学校
- 郡山市立守山小学校
- 郡山市立御代田小学校
- 郡山市立高瀬小学校
- 郡山市立谷田川小学校
- 郡山市田母神小学校
- 郡山市栃山神小学校

中学校
- 郡山市立守山中学校
  - 1972年（昭和47年）に郡山市立谷田川中学校を統合した。
- 郡山市立高瀬中学校
- 郡山市立二瀬中学校

高等学校
- 日本大学東北高等学校

大学
- 日本大学工学部

各種学校
- 福島朝鮮初中級学校
- 郡山自動車学校

## 名所・旧跡・観光スポット・祭事・催事
- 大安場史跡公園（大安場古墳群）
- 田村神社
- 光照寺（念仏堂）
- 守山城跡
- 磨崖三十三観音

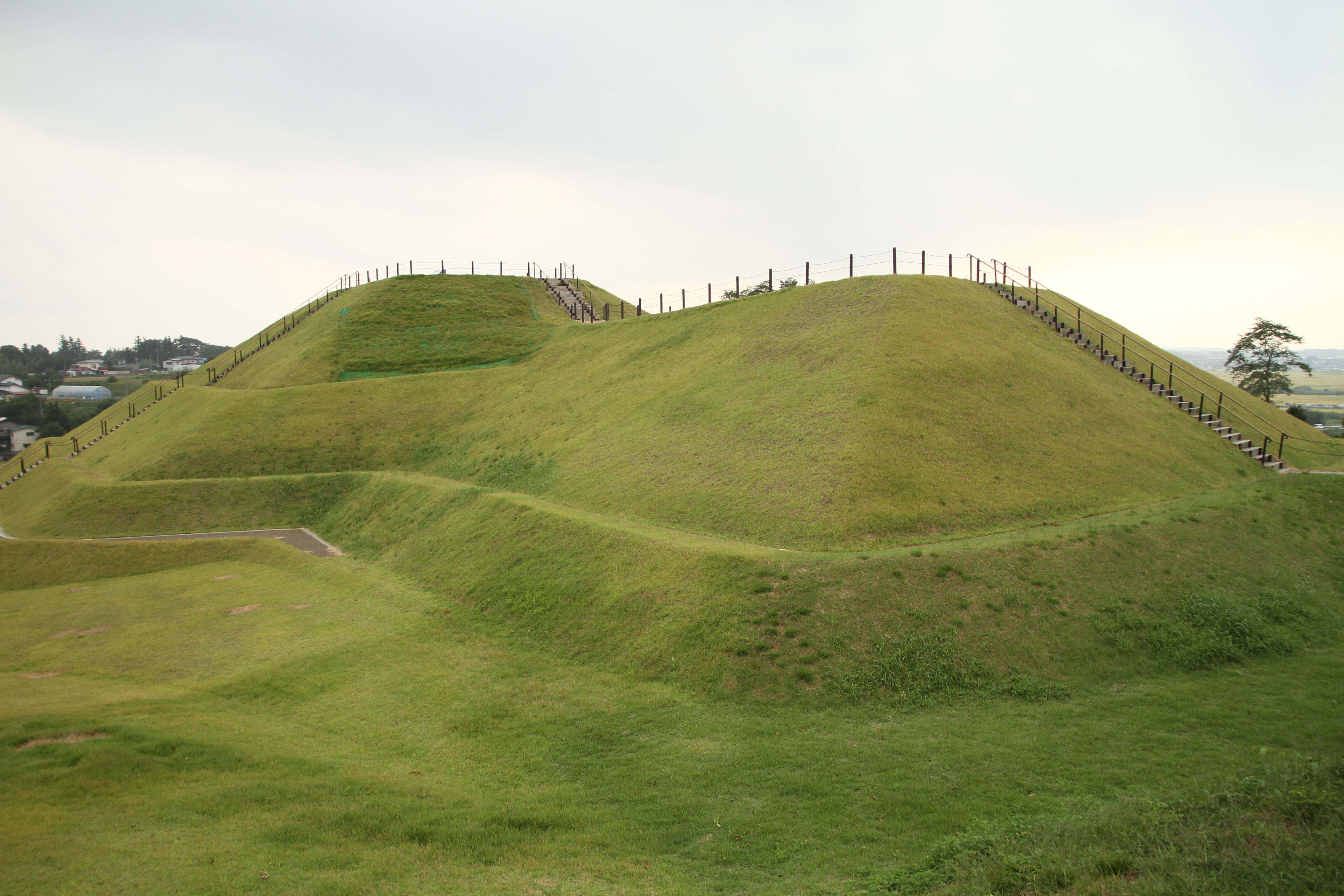
大安場古墳1号墳

- 「伝 征夷大将軍 坂上田村麻呂公 生誕の地」碑（付近は蓮の花の名所や母・阿口陀媛を祀る谷地神社など北緯37度21分12.3秒 東経140度22分34.6秒）
- 大善寺のフジ（樹齢800年、福島県指定天然記念物北緯37度21分29.4秒 東経140度24分6.3秒）
- 宇津峰
- 守山温泉

### 祭事
- 4月 日本大学工学部桜並木一般開放
- 4月 宇津峰山開き（谷田川馬場平登山口）
- 7月 山中祭り（田村神社）
- 8月7日 甚日寺御開帳（市指定文化財の両界曼荼羅など）
- 8月〜9月 古墳まつり（大安場古墳周辺）
- 11月 田村神社紅葉ライトアップ（田村神社）
- ほぼ毎月 仁井田本家スイーツデー（仁井田本家）

## 著名な出身者・ゆかりのある人物
- 田母神俊雄 - 自衛隊第29代航空幕僚長(田村町田母神出身、田母神小・二瀬中卒業)
- 熊田周八 - 旧鶴岡市第4代市長
- 植田英一 - 第64代福島県議会議長